# Warm Leatherette
Warm Leatherette è il quarto album di Grace Jones, pubblicato nel 1980. È il primo album prodotto da Chris Blackwell, fondatore della casa discografica Island Records.
Nel 1980 la Jones abbandona il genere disco ormai in declino, per un sound new wave che caratterizza il suo nuovo album, composto interamente da covers (fatta eccezione per A Rolling Stone, l'unico inedito scritto da lei), prodotto dal duo Sly and Robbie, Chris Blackwell e Alex Sadkin, è caratterizzato da una completa reinvenzione sia in termini musicali che d'immagine, con un sound reggae, post-punk e pop. Registrato negli storici Compass Point Studios alle Bahamas, il disco contiene brani dei The Normal (Warm Leatherette), The Pretenders (Private Life), Roxy Music (Love Is the Drug), Smokey Robinson (The Hunter Gets Captured by the Game), Tom Petty and the Heartbreakers (Breakdown) e Jacques Higelin (Pars). Nessuno di questi singoli però riesce ad ottenere successo commerciale, fatta eccezione per Private Life (accoppiato sul lato b ad una cover dei Joy Division, She's Lost Control, non inserita nell'album), il primo che riesce ad entrare nella classifica inglese al diciassettesimo posto, ma nonostante questo l'album è considerato tra i suoi lavori più compiuti ed acclamati dalla critica. Durante le sessions dell'album viene registrata anche Pull Up to the Bumper, ma il produttore Blackwell riteneva che il brano, con un sound troppo R&B, non si adattasse al resto del materiale prodotto; il brano fu così escluso dalla tracklist finale e ripreso l'anno successivo durante le sessioni di Nightclubbing.
La copertina del disco che ritrae la Jones con un taglio di capelli detto flattop, tipico maschile, seduta con le braccia incrociate e con un finto pancione atto a simulare una gravidanza, segna l'inizio della collaborazione con Jean-Paul Goude e vede il debutto di quel look androgino che la caratterizzerà negli anni a venire.

## Tracce
1. Warm Leatherette – 4:25
2. Private Life – 5:11
3. A Rolling Stone – 3:33
4. Love Is the Drug – 7:13
5. The Hunter Gets Captured by the Game – 3:59
6. Bullshit – 5:21
7. Breakdown – 5:30
8. Pars – 4:08